# وینه (کرج)
وینه روستایی از توابع بخش آسارا شهرستان کرج در استان البرز ایران است. مردم این روستا به زبان تاتی کرجی سخن می گویند. همچنین در الموت روستای تات‌زبان هم نام با این روستا وجود دارد.

## جمعیت
این روستا در دهستان آدران قرار دارد و براساس سرشماری مرکز آمار ایران در سال ۱۳۸۵، جمعیت آن ۲۰۱ نفر (۶۲خانوار) بوده‌است.